# Tom Sharpe
Thomas Ridley Sharpe (Londres, 30 de març de 1928 – Llafranc, 6 de juny de 2013) fou un novel·lista anglès i una de les figures de referència de la sàtira britànica, conegut per la sèrie Wilt, així com Fart de llop i Blott a la vista, adaptades per a televisió.
Nascut al barri londinenc de Holloway el 1928, Sharpe va estudiar al Pembroke College de Cambridge. Es va traslladar Sud-àfrica durant una dècada. Va ser deportat per sedició per pronunciar-se en contra de l'apartheid. De nou a Anglaterra, va dedicar-se a la docència abans de passar una temporada entre el Regne Unit i Catalunya i escriure diverses de novel·les. Va morir el 2013 arran d'una complicació de diabetis.

## Biografia

### Inicis i joventut
Tom Sharpe va néixer al barri Holloway de Londres i va créixer a Croydon. Fins als sis anys va viure a Johannesburg, a Sud-àfrica, país amb el qual la família de la seva mare, Grace Egerton Sharpe, tenia forts lligams. El pare de Sharpe, el pastor protestant George Coverdale Sharpe, era un ministre unitari, actiu en organitzacions d'extrema dreta durant la dècada de 1930, encara que anteriorment havia militat en el socialisme. El pastor Sharpe va ser president de la secció de l'organització pronazi The Link als districtes londinencs d'Acton i Ealing i va pertànyer a la Lliga Nòrdica, que va afirmar que odiava els jueus «en tant que odiava la corrupció». També era amic del polític i propagandista al servei del govern nacionalsocialista William Joyce. En aquest context, la família va haver de canviar sovint de domicili a causa de les amenaces d'internament. El jove Tom Sharpe va ser influït políticament pel seu pare durant la seva infantesa i joventut, cosa que li portaria problemes a l'escola, fins que es va horroritzar en veure gravacions de l'alliberament del camp de concentració de Bergen-Belsen. Quaranta anys després descriuria aquelles imatges com a «terribles» i lamentaria que el seu pare morís amb «tots els seus ideals platònics intactes» al programa de la BBC Radio 4 In the Psychiatrist's Chair, presentat pel psiquiatre irlandès Anthony Clare.
Sharpe va anar a la Bloxham School, de Banbury al comtat d'Oxfordshire, i al Lancing College al comtat de West Sussex. Va fer el servei militar de la Marina Reial del Regne Unit entre 1946 i 1948, abans d'assistir al Pembroke College de Cambridge, on es va graduar en història i antropologia social. Paradoxalment, el seu assaig de final de grau es posicionava «violentament» contra l'antropologia social com a ciència. D'aquest treball, va rebre un Third dins el sistema de classificació de grau britànic, una puntuació per sobre de l'aprovat.

### Sud-àfrica
Es va anar a viure el 1951 a Sud-àfrica, país on va treballar com a assistent social per al departament d'afers no-europeus a la localitat coneguda actualment com a Soweto i com a mestre d'infants blancs a KwaZulu-Natal. A la ciutat sud-africana de Pietermaritzburg va establir el seu estudi fotogràfic professional vora el 1957.
Sharpe va escriure diversos articles i nou obres de teatre contra la segregació racial i el règim de l'apartheid. L'única obra dramàtica que es va representar va ser The South African al teatre The Questors Theatre de Londres el juny de 1961. Va ser empresonat a Pietermaritzburg i el novembre de 1961 va ser deportat acusat de sedició. El vaixell on va ser embarcat va navegar per la costa sud-africana i es va aturar a tots els ports, en cadascun dels quals la policia l'intentava intimidar. De la seva experiència a l'Àfrica n'obtingué la inspiració per a escriure els seus primers llibres Assemblea sediciosa (1971) i Exhibició impúdica (1973). En aquests ridiculitza el règim sud-africà, el qual va prohibir els seus llibres. Concretament, en Assemblea sediciosa, critica feroçment el cap de policia de Piemburg, representació fictícia de Pietermaritzburg, i altres funcionaris i residents d'origen europeu, que mostra com a incompetents.
Segons va explicar Sharpe, «era fàcil escriure sobre Sud-àfrica perquè era una societat boja. Hi vaig viure i ho sabia. Era simplement fascinant per a qualsevol persona imparcial. Per Déu, hi havia una gran quantitat de verí en aquests llibres. Quan vaig tornar a Anglaterra vaig tenir l'oportunitat de reinventar Sud-àfrica en la meva pròpia ment i escriure sobre el país d'una manera sonada». L'autor va representar els policies sud-africans com a persones que se sotmetien a una teràpia íntima d'aversió per evitar que trobessin les dones negres atractives.

### Retorn a Anglaterra
Un altre cop a Anglaterra, va treballar des de 1963 fins a 1972 com a professor d'història al Cambridge College of Arts and Technology, posteriorment anomenat Universitat Anglia Ruskin. El 1974 va publicar per primer cop Fart de llop, una farsa ambientada a Cambridge i protagonitzada pel rector d'una universitat que havia fracassat en la seva carrera política laborista. Aquest nou rector introdueix canvis a les cafeteries, als currículums acadèmics i als dispensadors de condons, en una novel·la en què Sharpe es burla de la política acadèmica i la resistència britànica a la reforma educativa i social. Fart de llop va ser adaptada a la televisió el 1987 per Malcolm Bradbury en Channel 4.
L'escenari acadèmic de Cambridge va inspirar la novel·la Wilt, publicada el 1976 per primer cop per Secker and Warburg. S'hi burla de la cultura popular anglesa. L'obra és protagonitzada per Henry Wilt, un ajudant de professor desmoralitzat i professionalment infravalorat que ensenya literatura als desinteressats aprenents de construcció d'un col·legi comunitari del sud d'Anglaterra. Si Fart de llop ataca les autoritats locals, Wilt és considerada una crítica d'arrel a les institucions i autoritats educatives. Posteriorment, Sharpe va escriure'n quatre seqüeles (Wilt, els alternatius i els terroristes, Wilt, més que mai, Wilt s'ha perdut i L'herència de Wilt) i el 1989 Wilt va ser adaptada cinematogràficament sota la direcció de Michael Tuchner. Se'n va fer una adaptació teatral espanyola el 2012 i 2013, sota el títol de Wilt, el crimen de la muñeca hinchable, interpretada per Fernando Guillén Cuervo, Ana Milán i Ángel de Andrés López.
La indústria literària és l'objectiu de Tom Sharpe en La gran persecució (1977). Segons el diari The Daily Telegraph, Tom Sharpe va viure una progressiva disminució de la seva «creativitat aparentment il·limitada», com es podria veure en obres com El bastard (1978); va publicar una novel·la quasi anualment fins al 1985, amb Wilt, més que mai. Segons Sharpe, Anglaterra era «massa seriosa per a ser graciosa». Va rebre el XIII Gran Premi de l'Humor Negre Xavier Forneret de 1986.
Si bé a Sud-àfrica s'havia casat per un curt període, el 6 d'agost de 1969 es va casar amb Nancy Anne Looper, provinent de Carolina del Nord, amb qui va tenir tres filles. Sharpe va viure durant un període al poble de Great Shelford, prop de Cambridge, on tenia cura del seu jardí. El 1987 va donar 25.000 lliures esterlines per ajudar el llançament d'una campanya de recollida de fons de recerca del Cambridge Trust for Science and Technology; va participar activament en el PEN i va viatjar sovint a diferents països. El maig de 1990 va visitar Barcelona per presentar la versió cinematogràfica de Wilt. Dos anys més tard, l'abril de 1992, va participar en el Congrés Mundial del PEN Club, que es va organitzar juntament a Barcelona, on va coincidir amb diversos escriptors d'arreu del món.

### Llafranc
Des del 1995 i fins a la seva mort el 2013, Sharpe va viure al poble costaner de Llafranc, del municipi de Palafrugell. Després de deu anys de sequera creativa, el 1995 va completar la seqüela de Fart de llop, Les beques boges: una crònica de Porterhouse. També va acabar L'ovella negra (The Midden), editada abans en català i castellà que en anglès, on en paraules de l'autor, «hi ha un virulent atac a la Gran Bretanya dels 80, dominada pel thatcherisme, pels yuppies i, després, per la combinació d'ambdós factors». Més tard, a Llafranc va escriure Wilt s'ha perdut (2004). Després d'un període d'inactivitat pel seu estat de salut, el 2009 va publicar Els Grope, dedicat a «tots els doctors que em van salvar la vida el 2006», durant una greu recaiguda de la diabetis que patia. El 2010 va rebre el Premi BBK-La Risa de Bilbao/Bilboko Barrea.
Tot i viure a Catalunya tant de temps, mai no va voler aprendre català ni castellà. En les seves paraules: «No vull aprendre la llengua, no vull entendre quant va la carn». Arran de la nevada del 8 de març del 2010 i el consegüent tall persistent del corrent elèctric a la Costa Brava, va trucar l'endemà a la redacció de La Vanguardia per relatar la seva situació: «No recordo res semblant, ni tan sols durant la Segona Guerra mundial a Anglaterra».

### Mort
Tom Sharpe va morir la matinada del 6 de juny de 2013, a Llafranc, a l'edat de 85 anys per problemes circulatoris relacionats amb la diabetis. Tot i haver manifestat la voluntat de ser enterrat a Thockrington, localitat on va créixer, no hi va haver voluntat per part de la vídua i el cos va ser incinerat. Una part de les cendres es conserva a Mieres, a la tomba familiar de la seva marmessora, Montserrat Verdaguer.
En honor seu, l'escriptor Robert McCrum va afirmar que «el Tom Sharpe que vaig conèixer era generós, mordaç, atractiu i ple de diversió perversa». L'editora de Sharpe a Random House, Susan Sandon, va assenyalar que era «enginyós, sovint escandalós, sempre agudament divertit sobre els absurds de la vida». L'editor a Espanya de Sharpe, Jorge Herralde, per la seva banda, va definir-lo com «indiscutiblement, un dels grans mestres de l'humor anglès» i va afirmar que «tenia una mirada molt atenta cap a les injustícies de la societat contemporània, des de l'apartheid i l'ensenyament, ja que va ser professor durant anys, als avatars de la indústria literària».

## Estil literari
En les seves novel·les hom troba un humor corrosiu, fins i tot de vegades cruel, que divideix els seus lectors entre els que el consideren molt ofensiu i els que el troben un mestre de l'humor. La seva temàtica és variada, des dels ja esmentats llibres inspirats en l'Apartheid, fins als que critiquen el sistema educatiu (Wilt i seqüeles), l'esnobisme de la classe alta anglesa (Vicis ancestrals i Fart de llop), el món literari (La gran persecució), extremismes polítics de tota classe, la burocràcia i l'estupidesa en general. Els seus personatges fan servir sovint un llenguatge vulgar i explícit i practiquen tota classe d'actes sexuals. Altres vegades ridiculitza la forma de parlar o de comportar-se de determinats grups socials.
Tom Sharpe admirava Evelyn Waugh i P. G. Wodehouse, a qui va arribar a eclipsar la seva popularitat al Regne Unit. Les seves obres han estat traduïdes a moltes altres llengües i fins i tot se n'han fet sèries per a la televisió. Wilt es va portar al cinema el 1989 per Michael Tuchner, i també al teatre.

## Obres
Ficció
- Assemblea sediciosa (Riotous Assembly) (1971)
- Exhibició impúdica (Indecent Exposure) (1973)
- Fart de llop (Porterhouse Blue) (1974)
- Blott a la vista (Blott on the Landscape) (1975)
- Wilt (1976)
- La gran persecució (The Great Pursuit) (1977)
- El bastard (The Throwback) (1978)
- Wilt, els alternatius i els terroristes (The Wilt Alternative) (1979)
- Vicis ancestrals (Ancestral Vices) (1980)
- Una princeseta amb problemes (Vintage Stuff) (1982)
- Wilt, més que mai (Wilt on High) (1984)
- Les beques boges: una crònica de Porterhouse (Grantchester Grind) (1995)
- L'ovella negra (The Midden) (1996)
- Wilt s'ha perdut (Wilt in Nowhere) (2004)
- Els Grope (The Gropes) (2009)
- L'herència de Wilt (The Wilt inheritance) (2010)

Obres dramàtiques representades
- The South African, The Questors Theatre, Ealing (Londres), 1961

## Llegat

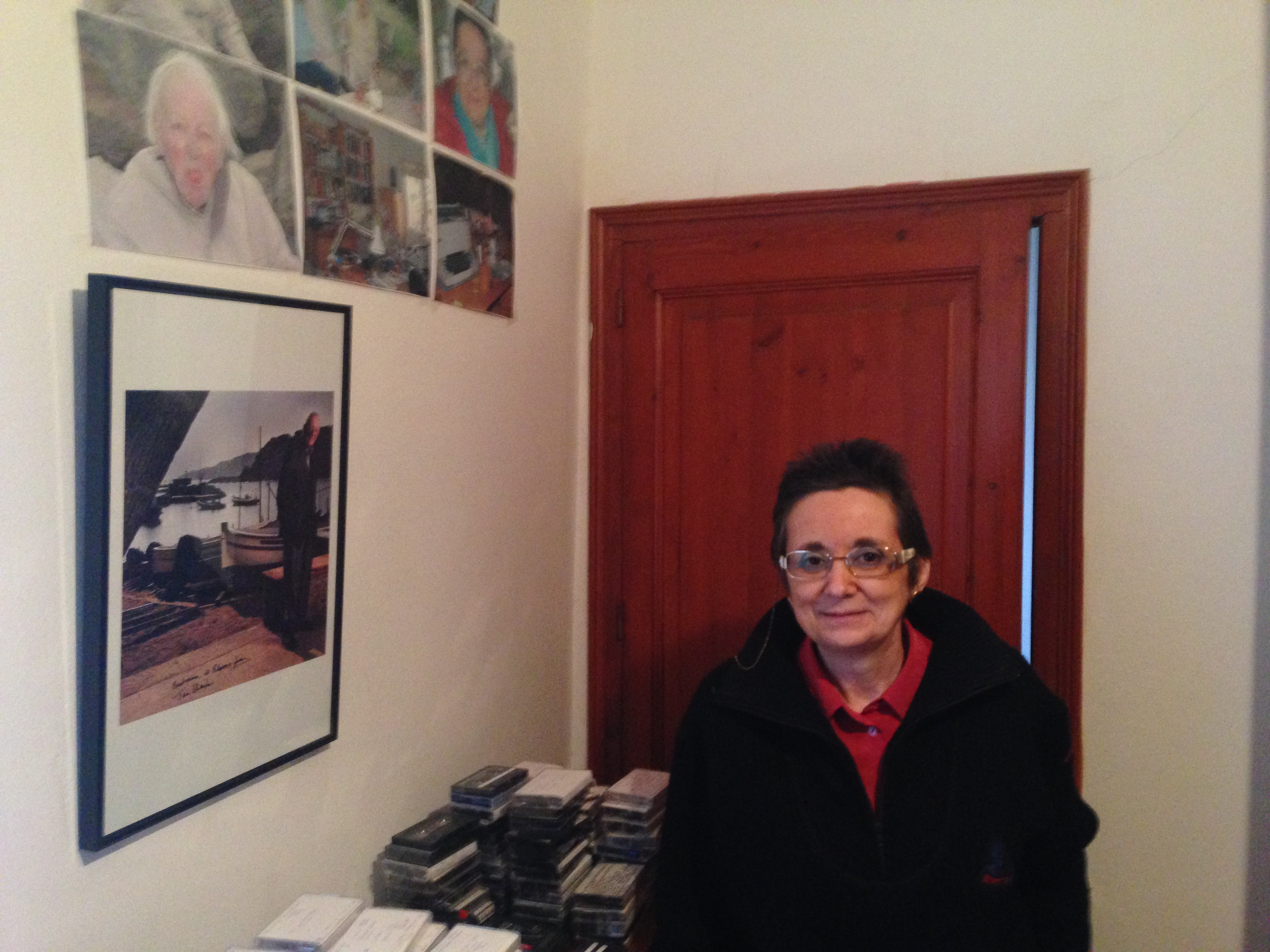
Montserrat Verdaguer, marmessora de Tom Sharpe, el 2013

Tom Sharpe va establir en el seu testament deixar en herència a la seva amiga personal i doctora de Palafrugell, Montserrat Verdaguer, els seus manuscrits de novel·les i obres de teatre, la correspondència personal, les fotografies i les màquines d'escriure. L'escriptor anglès va especificar al testament que volia que el llegat formés part d'una fundació, que s'ha establert a la Biblioteca de Palafrugell, on s'organitzen activitats per donar a conèixer l'obra de l'escriptor. Verdaguer, a més, és l'encarregada d'escriure la seva biografia.
El març de 2015 es va presentar la Fundació Tom Sharpe, presidida per Montserrat Verdaguer, amb Anna Caballé com a sotspresidenta, Josep Maria Prats Sàbats com a secretari i José Maria Pérez-Collado com a tresorer. També són patrons de la fundació el regidor de l'ajuntament de Palafrugell, Xavier Rocas, i la catedràtica de filologia anglesa de la Universitat de Barcelona, Isabel Verdaguer.
El desembre del mateix any la Biblioteca de la Universitat de Girona va rebre el fons de l'escriptor de part de la Fundació Tom Sharpe. El fons està format per més d'un miler de llibres de la seva biblioteca personal i dels mateixos llibres de l'autor i les seves respectives traduccions. A més, el fons inclou els manuscrits originals de les seves obres, amb les diferents versions i esborranys, i els guions de les adaptacions cinematogràfiques i televisives de les obres.